# Вакханки (пьеса)
«Вакха́нки» (др.-греч. Βάκχαι, Bakchai) — трагедия древнегреческого драматурга Еврипида на тему беотийских мифов, впервые поставленная на сцене в 405 году до н. э., после смерти автора. Её текст полностью сохранился.

## Сюжет
Еврипид использовал в «Вакханках» миф о Дионисе. Этот молодой бог приезжает на свою родину в Фивы, чтобы установить свой культ, но встречает противодействие со стороны царя Пенфея, считающего новый культ безнравственным. В начавшейся борьбе Пенфей погибает от рук собственной матери Агавы, впавшей в вакхическое исступление. Та появляется на сцене с головой сына, насаженной на тирс.
До Еврипида этот сюжет разрабатывал Эсхил в трагедии «Пенфей», текст которой утрачен практически полностью. «Вакханки» стали единственной сохранившейся греческой пьесой о Дионисе.

## История текста
Еврипид работал над «Вакханками» в Македонии, в последний год своей жизни. Пьеса осталась неоконченной. Рукопись после похорон доставили в Афины и передали семье драматурга. Сын, Еврипид Младший, доработал текст и в 405 году до н. э. поставил «Вакханок» на сцене вместе с «Алкмеоном в Коринфе» и «Ифигенией в Авлиде». Этот драматический цикл занял в состязании первое место.
«Вакханок» ставили в течение всей античной эпохи, причём зрители особенно любили финальную сцену, в которой Агава выносит на тирсе оторванную голову сына, а потом понимает, что произошло. Плутарх рассказывает, что актёр Ясон из Тралл декламировал стихи из «Вакханок» на пиру в столице Армении Арташате в 53 году до н. э., вскоре после битвы при Каррах, в которой парфяне разгромили римлян. При этом присутствовали Ород II и Артавазд II (цари Парфии и Армении соответственно). В качестве головы Пенфея актёр использовал отрубленную голову Марка Лициния Красса, командира римской армии.
Неизвестный византийский поэт, составивший в XI или XII веке из отдельных фрагментов античных пьес трагедию «Страждущий Христос», использовал монологи Агавы из «Вакханок» для написания плача Богородицы об Иисусе.
Текст «Вакханок» полностью сохранился. На русский язык пьесу перевёл Иннокентий Анненский.

## Издания на русском языке
- Перевод Иннокентия Анненского (оригинальная версия) // Еврипид. Трагедии: В 2 тт. — М., 1999. — Т. 2. — С. 388—447. — (Литературные памятники).
- Перевод Фаддея Зелинского // Еврипид. Трагедии: В 2 тт. — М., 1999. — Т. 2. — С. 612—667. — (Литературные памятники).